# If U Seek Amy
"If U Seek Amy" é uma canção da cantora norte-americana Britney Spears de seu sexto álbum de estúdio, "Circus". Foi lançado em 13 de março de 2009 pela Jive Records como o terceiro single do álbum, e foi escolhido por uma enquete no site oficial de Spears. "If U Seek Amy" foi co-escrita e produzida por Max Martin, que também escreveu sucessos anteriores para seus três primeiros álbuns. Na música, Spears está à procura de uma mulher chamada Amy em um clube, e embora pareça ser sobre sexo, é realmente sobre como a sociedade percebe a vida dela. O título da canção apresenta homofonia, que pode ser interpretado como "F-U-C-K me". Musicalmente, "If U Seek Amy" é uma canção pop com influências de electropop e uso de instrumentos como sintetizadores e tímpanos.
"If U Seek Amy" foi geralmente bem recebida pela crítica contemporânea, que elogiou os vocais de Spears como confiantes e frequentemente citados como o destaque do álbum. Depois de seu lançamento, "If U Seek Amy" causou polêmica nos países de língua inglesa para o duplo sentido e conteúdo lírico, com o Parents Television Council (PTC) ameaçando apresentar denúncias contra a indecência a qualquer estação de rádio que tocava a música durante o dia, uma versão editada da canção intitulada "If U See Amy" foi lançada em algumas regiões, inclusive em estações de rádio de propriedade da Clear Channel e Rede de Rádio Austereo. "If U Seek Amy" foi um sucesso moderado, alcançando o top vinte na Austrália, nos Estados Unidos, Canadá, Irlanda, Reino Unido e em muitos outros países em todo o mundo. Foi também seu terceiro single de Circus para chegar ao top vinte nos Estados Unidos.
O vídeo da música "If U Seek Amy" começa com uma paródia de um relatório de Notícias da América por Megyn Kelly, e retrata Spears em uma festa de sexo que acontece em sua casa. No final, ela se transforma, com roupas conservadoras como uma dona de casa abre a porta da frente com sua família enquanto paparazzi começam a tirar fotos deles. Ele faz referência alguns de seus vídeos musicais anteriores, como "...Baby One More Time" e "Piece of Me". Críticos observaram as semelhanças com seu trabalho anterior e também comparou-a com o filme  Eyes Wide Shut. "If U Seek Amy" foi performada na "The Circus Starring Britney Spears (2009)" na "Femme Fatale Tour (2011)" e na segunda etapa do show Piece of Me em Las Vegas (2015 - 2017).

## Antecedentes
A canção foi co-escrita e produzida por Max Martin, que escreveu hits para os primeiro álbuns de Spears, incluindo "…Baby One More Time" (1998) e "Oops!... I Did It Again" (2000). Isto marcou a primeira vez que trabalharam juntos desde o seu terceiro álbum de estúdio, Britney (2001). Sessões de gravação teve lugar no Conway Recording Studios e Sunset Studios em Hollywood, Califórnia. Vocais de fundo por Kinnda e Martin foram gravados em  Maratone Studios em Estocolmo, Suécia. As gravações foram mixadas por Serban Ghenea em MixStar Studios, na Virgínia. Em 5 de dezembro de 2008, uma enquete foi adicionada ao site oficial de Spears para escolher o terceiro single, envolvendo dez outras canções do Circus. Em 07 de janeiro de 2009, foi anunciado que "If U Seek Amy" ganhou, recebendo 26% do total de votos.

## Composição
"If U Seek Amy" é uma canção pop uptempo, com influências de electropop e uso de sintetizadores. A canção é executada através de uma batida dance-oriented e as características de muitos instrumentos, incluindo teclados, bateria, baixo, guitarras elétricas e tímpanos. De acordo com a partitura publicada em musicnotes.com pela Hal Leonard Corporation, a canção tem uma batida de 130 batimentos por minuto e está escrito na chave de um menor. Abrange vocal Spears vão desde G3-C5. Na música, Spears parece estar à procura de uma mulher chamada Amy em um clube. Tem sido sugerido que a Amy é um alter ego de Spears de si mesma. Os versos de terminar com o hookline "Hahahehehahaho", que de acordo com Poppy Cossins do The Sun, é apropriado "overtone do álbum carnavalesco". O refrão começa com os versos "Me ame, me odeie / Diga o que quiser sobre mim", uma referência a percepção do público e fascínio com a vida de Spears. Este apresenta Spears tanto como "um objeto de desejo e um saco de pancadas". De acordo com Neil McCormick do  The Daily Telegraph, Esta linha também aponta para a imagem pública da cantora britânica Amy Winehouse. Há um duplo sentido na frase "Todos os garotos e todas as meninas estão implorando para se você Procurar Amy", que pode ser interpretada foneticamente como "Todos os garotos e todas as meninas estão implorando para me foder". O duplo sentido foi comparado com o título do álbum de Van Halen em 1991, For Unlawful Carnal Knowledge, bem como uma parcela do Ulysses de  James Joyce.

## Covers

### Chris Salvatore
O cantor Chris Salvatore fez um cover do single.

## Paradas musicais
| Parada (2008)                      | Melhor posição |
| ---------------------------------- | -------------- |
| Canadá Canadian Hot 100            | 12             |
| Estados Unidos Billboard Hot 100   | 18             |
| Estados Unidos Billboard Pop 100   | 11             |
| Reino Unido UK Singles Chart       | 22             |
| Estados Unidos Pop 100 Airplay     | 50             |
| Estados Unidos Hot Dance Club Play | 67             |
| Inglaterra Top 40                  | 36             |
| Ucrânia Single Charts              | 23             |
| Bélgica Top 20                     | 73             |
| Suécia Single Charts               | 22             |
| Turquia - TOP 20                   | 18             |
| Austrália - TOP 40                 | 32             |
| Áustria - Single Charts            | 56             |
| Alemanha - Top 40                  | 37             |
| Europa - EURO 200                  | 74             |
| Dinamarca - Top 40                 | 48             |

### Certificações
| País                  | Certificação |
| --------------------- | ------------ |
| Austrália (ARIA)      | Ouro         |
| Estados Unidos (RIAA) | 2× Platina   |
| Reino Unido (BPI)     | Prata        |